# ورنر اشتواف
ورنر اشتواف (انگلیسی: Werner Stauff؛ زادهٔ ۱۶ فوریهٔ ۱۹۶۰) دوچرخه‌سوار اهل آلمان است.